# Новоакташево
Новоакташево (баш. Яңы Аҡташ) — деревня в Кармаскалинском районе Республики Башкортостан Российской Федерации. Входит в состав Карламанского сельсовета. 

## География

### Географическое положение
Расстояние до:
- районного центра (Кармаскалы): 5 км,
- центра сельсовета (Улукулево): 7 км,
- ближайшей ж/д станции (Карламан): 7 км.

## Население
| 2002 | 2009 | 2010 |
| ---- | ---- | ---- |
| 50   | ↗61  | ↘45  |

Национальный состав
Согласно переписи 2002 года, преобладающие национальности — русские (36 %), башкиры (28 %).